# فرانک هاوسون
فرانک هاوسون (انگلیسی: Frank Howson؛ زادهٔ ۱۹۵۲) یک کارگردان اهل استرالیا است.
وی کارگردان فیلم‌هایی همچون شکار بوده است.